# Reichsmark

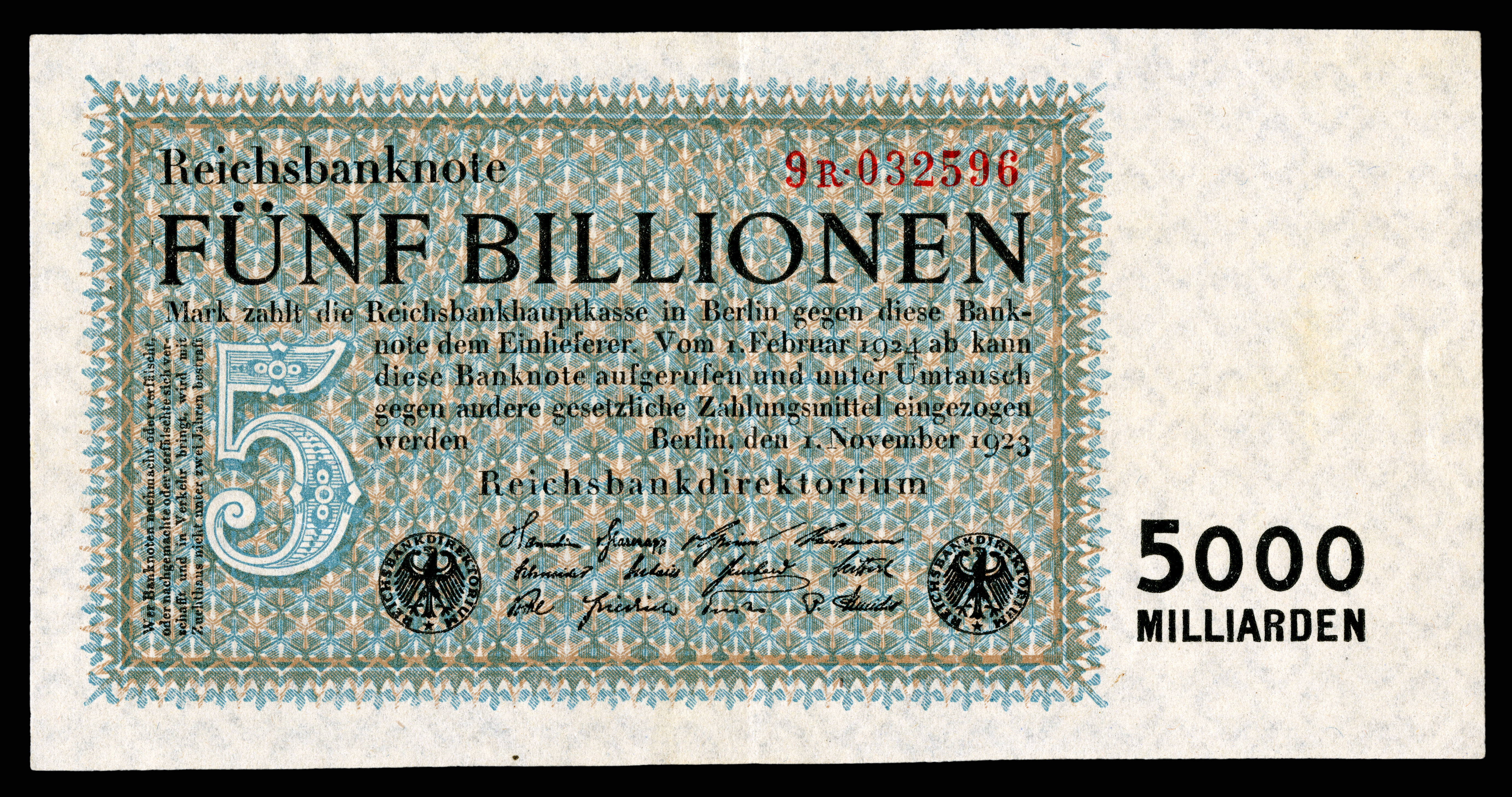
Banknot 5 bilionów marek (przed wymianą)

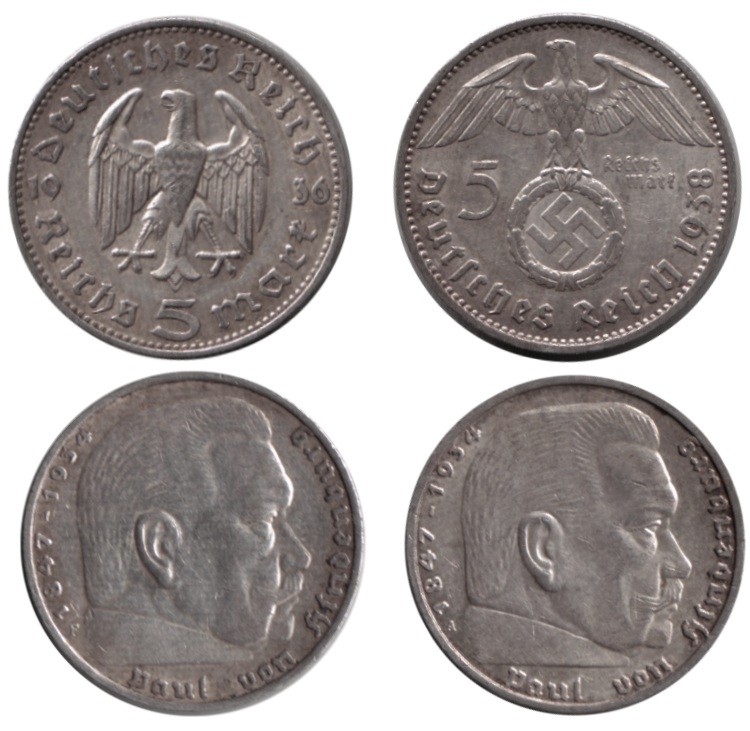
Moneta o nominale 5 reichsmarek, na rewersie prezydent Paul von Hindenburg

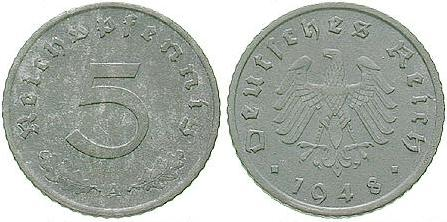
Moneta o nominale 5 reichspfennig z 1948 r.

Reichsmark (pl. marka Rzeszy lub rzeszowa) – niemiecka waluta, wprowadzona w wyniku wymiany walutowej w 1924 roku. Emitowana przez Reichsbank (Bank Rzeszy). Dzieliła się na 100 reichspfennigów (pl. fenigów Rzeszy). Symbol stosowany do oznaczenia waluty to ℛℳ.
Początkowo nazwą nowej waluty była rentenmarka (pl. „marka rentowa”; kurs wymiany: 1 bilion [1012] marek inflacyjnych = 1 RM), jednakże mocą Ustawy Bankowej z 1924 r., rentenmarka została przemianowana na reichsmarkę.
W 1938, w następstwie Anschlussu Austrii, reichsmarka stała się walutą stosowaną na terenie Austrii. Szyling został zastąpiony po kursie 1,5 szylinga = 1 reichsmarka. Po zakończeniu II wojny światowej w 1945 r., reichsmarka została wycofana, a szylingi ponownie wprowadzone do obiegu.
W 1948 marka Rzeszy została zastąpiona w zachodnich strefach okupacyjnych przez markę niemiecką (Deutsche Mark), a w strefie radzieckiej marką NRD (Mark der Deutschen Demokratischen Republik).

## Monety
Wydawano następujące nominały monet obiegowych:
- 1 reichspfennig (brąz 1924–1940, cynk 1940–1946),
- 2 reichspfennig (brąz 1924–1925 i 1936–1940),
- 4 reichspfennig (brąz 1932),
- 5 reichspfennig (aluminium-brąz 1924–1926, 1930 i 1935–1939, cynk 1940–1948),
- 10 reichspfennig (aluminium-brąz 1924–1926 i 1928–1939, cynk 1940–1948),
- 50 reichspfennig (nikiel 1927–1933 i 1935–1939, aluminium 1935 i 1939–1944),
- 1 reichsmark (srebro 1924–1927, nikiel 1933–1939),
- 2 reichsmark (srebro 1925–1927, 1931, 1936–1939),
- 3 reichsmark (srebro 1924–1925, 1931–1933),
- 5 reichsmark (srebro 1927–1939).

Emisje monet jednomarkowych i trzymarkowych z lat 1924–1925 nie posiadały waluty określonej jako Reichsmark, lecz jako Mark.
W 1933 nastąpiły pewne zmiany w kwestii emitowanych monet. Wielkość srebrnych dwu- i pięciomarkówek została zmniejszona. Próba srebra została jednocześnie podwyższona, w związku z czym monety Trzeciej Rzeszy zawierały tyle samo kruszcu, co te wydawane za czasów Republiki Weimarskiej. Przestano emitować monety trzymarkowe. Wznowiono emisję monet jednomarkowych, od tego roku bitych w niklu. Następnie stopniowo zmieniano wizerunki przedstawiane na monetach. Początkowo (1934-1935), obiegowe emisje srebrnych monet przedstawiały kościół garnizonowy w Poczdamie, od 1935 do końca ich emisji znajdował się na nich portret Paula von Hindenburga.
Aluminiowe monety pięćdziesięciofenigowe z datą 1935 zostały wybite w ramach przygotowań wojennych. Zostały wprowadzone do obiegu dopiero w latach 1939/40.
Emitowano także monety okolicznościowe, początkowo trzy- i pięciomarkowe, następnie dwu- i pięciomarkowe:
- 3 i 5 reichsmarek tysiąclecie Nadrenii (1925),
- 3 reichsmark 700-lecie wolnego miasta Lubeka (1926),
- 3 i 5 reichsmark stulecie założenia miasta Bremerhaven (1927),
- 3 reichsmark tysiąclecie założenia miasta Nordhausen (1927),
- 3 reichsmark 400-lecie Uniwersytetu w Marburgu (1927),
- 3 i 5 reichsmark 450-lecie Uniwersytetu w Tybindze (1927),
- 3 reichsmark 900-lecie założenia miasta Naumburg (1928),
- 3 reichsmark 400-lecie śmierci Albrechta Dürera (1928),
- 3 reichsmark tysiąclecie założenia miasta Dinkelsbühl (1928),
- 3 i 5 reichsmark dwustulecie urodzin Gottholda Lessinga (1929),
- 3 reichsmark przyłączenie Waldecku do Prus (1929),
- 3 i 5 reichsmark dziesięciolecie konstytucji Republiki Weimarskiej (1929),
- 3 i 5 reichsmark tysiąclecie założenia miasta Miśnia (1929),
- 3 i 5 reichsmark lot dookoła świata sterowca LZ 127 Graf Zeppelin (1930),
- 3 reichsmark 700-lecie śmierci Walthera von der Vogelweide (1930),
- 3 i 5 reichsmark oswobodzenie Nadrenii (1930),
- 3 reichsmark 300-lecie odbudowy Magdeburga (1931),
- 3 reichsmark stulecie śmierci Heinricha vom Steina (1931),
- 3 i 5 reichsmark stulecie śmierci Goethego (1932),
- 2 i 5 reichsmark 450-lecie urodzin Marcina Lutra (1933),
- 2 i 5 reichsmark pierwsza rocznica otwarcia kadencji nowego parlamentu (1934),
- 2 i 5 reichsmark 175-lecie urodzin Friedricha Schillera (1934).

W przeciwieństwie do większości monet tego okresu bitych jednocześnie w wielu mennicach Rzeszy, niektóre z wyżej wymienionych monet okolicznościowych były produkowane tylko w jednej z mennic Rzeszy.

## Banknoty
Banknoty emitowane przez Reichsbank posiadały napis „Reichsbanknote” i wydawane były w następujących nominałach:
- 5 reichsmark,
- 10 reichsmark,
- 20 reichsmark,
- 50 reichsmark,
- 100 reichsmark,
- 1000 reichsmark.